# 1951-es közép-európai kupa
Az 1951-es közép-európai kupa a Közép-európai kupa történetének tizenötödik kiírása volt. A sorozatban Ausztria 2 csapattal,  Jugoszlávia és Olaszország pedig 1-1 csapattal képviseltette magát. A csapatok kupa rendszerben 1 mérkőzésen döntötték el a továbbjutást.
A kupát a Rapid Wien nyerte el, története során második alkalommal.

## Elődöntő
| Hazai csapat             | Eredmény | Vendég csapat     |
| ------------------------ | -------- | ----------------- |
| FC Admira Wacker Mödling | 4–1      | GNK Dinamo Zagreb |
| SK Rapid Wien            | 5–0      | SS Lazio          |

## Bronzmérkőzés
| Hazai csapat      | Eredmény | Vendég csapat |
| ----------------- | -------- | ------------- |
| GNK Dinamo Zagreb | 2–0      | SS Lazio      |

## Döntő
| Hazai csapat  | Eredmény | Vendég csapat            |
| ------------- | -------- | ------------------------ |
| SK Rapid Wien | 3–2      | FC Admira Wacker Mödling |